# Miroslav Vitouš
Miroslav Ladislav Vitouš, češki kontrabasist in bas kitarist, * 6. december 1947, Praga, Češkoslovaška.
Vitouš je češki jazzovski kontrabasist, ki je znan po svoji obsežni karieri v Združenih državah Amerike.

## Biografija
Rodil se je 6. decembra 1947 v Pragi. Ko je bil star šest let se je pričel učiti violino, ko je bil star 10 let klavir, bas kitaro pa je pričel igrati, ko je bil star 14 let. V mladih letih je Vitouš treniral plavanje. Ena izmed njegovih prvih zasedb, pri katerih je igral, je bil Junior Trio, pri katerem sta igrala še njegov brat Alan za bobni in Jan Hammer na klaviaturah. Glasbo je študiral na praškem konservatoriju pri profesorju Františku Pošta. Leta 1966 je zmagal na jazzovskem tekmovanju na Dunaju, s čimer si je priboril štipendijo za Berklee College of Music v Bostonu, v ZDA. Takrat je bil v državni reprezentanci in bil kandidat za nastop na Olimpijskih igrah 1972 v Münchnu, a se je odločil za odhod v ZDA. V žiriji je bil Cannonball Adderley, ki je Vitouša povabil v svojo skupino, zataknilo pa se je pri vizumu, ker je Adderleyjev ansambel pogosto gostoval po svetu in Vitouš je ostal v ZDA.
Leta 1967 je Miles Davis v Chicagu videl Vitouša, ko je ta igral s Clarkom Terryjem, in ga povabil v svojo skupino.
Kritiki so Vitouša zaradi njegovega virtuoznega igranja uvrstili v isti rang kot so basisti Scott LaFaro, Dave Holland, Niels-Henning Ørsted Pedersen in Arild Andersen. Reprezentativni primer Vitouševega igranja na kontrabas je album Now He Sings, Now He Sobs, ki je izšel leta 1968, poleg njega pa sta na njem igrala še Chick Corea na klavirju in Roy Haynes na bobnih. Ta album prikazuje njegov močen občutek za ritem, inovativne basovske linije ter intenzivnost pri improviziranju.
Pri snemanju njegovega prvega albuma, Infinite Search, ki je kasneje z manjšimi spremembami ponovno izšel pod imenom Mountain in the Clouds, so sodelovala številna znana imena takratnega porajajočega jazz fusion gibanja: John McLaughlin, Herbie Hancock, Jack DeJohnette in Joe Henderson.
Sodeloval je s številnimi znanimi glasbeniki, kot so Larry Coryell, Jan Hammer, Freddie Hubbard, Miles Davis, Chick Corea, Wayne Shorter, Joe Zawinul, Jan Garbarek in Michel Petrucciani.
Leta 1970 je skupaj z avstrijskim klaviaturistom Joejem Zawinulom in ameriškim saksofonistom Waynom Shorterjem ustanovil glasbeno skupino Weather Report. Tri leta zatem ga je zamenjal Alphonso Johnson. O svojem spornem odhodu iz skupine je Vitouš od takrat že večkrat govoril v javnosti, posebno o svojem odnosu z Zawinulom. Dejal je: "Na začetku sem v skupini zelo užival, na koncu pa se je to spremenilo v nočno moro, ker je Joe Zawinul želel iti v drugo smer. Skupina je iskala uspeh in slavo, zato so njihovo glasbo usmerili po komercialni poti v črn funk." Čutil se je tudi finančno oškodovanega: "Bil sem enakovreden partner, a v bistvu nisem dobil ničesar. Skupaj smo imeli korporacijo, kar je bilo v celoti spregledano. Če imaš podjetje in si ga lastijo trije ljudje in kasneje dva rečeta 'Tako nočeva več delati. Odslej bova le midva,' običajno pride do razpustitve podjetja in se poplača tretjo osebo."
Leta 1979 se je zaposlil na fakulteti New England Conservatory, v osemdesetih letih pa je postal tudi predsednik jazz oddelka na tej fakulteti.
Leta 1981 je nastopil na Woodstock Jazz Festivalu, ki se je odvil v čast 10. obletnici Creative Music Studia. Leta 1984 je sodeloval s Stanleyjem Clarkom. Štiri leta pozneje se je Vitouš vrnil v Evropo, da bi se osredotočil na komponiranje, kljub temu pa je nadaljeval z nastopi na festivalih.
Leta 2001 se je Vitouš ponovno združil s Coreo in Haynesom kot Now He Sings, Now He Sobs trio na koncertu "Rendezvous in New York", ki je potekal v čast 60. rojstnega dne Chicka Coree. Dve leti pozneje je izšel istoimenski album v živo. Corea je prejel Grammyja za najboljši improviziran jazz solo pri kompoziciji "Matrix", pri kateri je igral tudi Vitouš.

## Diskografija

### Solo
- 1969: Infinite Search (aka Mountain in the Clouds) (John McLaughlin, Joe Henderson, Herbie Hancock, Jack DeJohnette & Joe Chambers)
- 1970: Purple (John McLaughlin, Joe Zawinul & Billy Cobham)
- 1976: Magical Shepherd (Onike, Herbie Hancock, Jack DeJohnette, James Gadson & Airto Moreira)
- 1976: Majesty Music (Jaroslav Jakubovič)
- 1977: Miroslav (Don Alias)
- 1978: Guardian Angels (Mabumi Yamaguchi, John Scofield, Kenny Kirkland & George Ohtsuke)
- 1979: First Meeting (John Surman, Kenny Kirkland & Jon Christensen)
- 1980: Miroslav Vitous Group (John Surman, Kenny Kirkland & Jon Christensen)
- 1982: Journey's End (John Surman, John Taylor & Jon Christensen)
- 1985: Emergence
- 1992: Atmos (Jan Garbarek)
- 2003: Universal Syncopations (Jan Garbarek, Chick Corea, John McLaughlin & Jack DeJohnette)
- 2007: Universal Syncopations II (Bob Mintzer, Gary Campbell, Bob Malach, Randy Brecker, Daniele di Bonaventura, Vesna Vasko-Caceres, Gerald Cleaver & Adam Nussbaum)
- 2009: Remembering Weather Report (Franco Ambrosetti, Gary Campbell, Gerald Cleaver & Michel Portal)
- 2015: Wings (Adam Pierończyk)

### Sodelovanja
| Weather Report - Weather Report (1971) - I Sing the Body Electric (1972) - Live in Tokyo (1972) - Sweetnighter (1973) - Mysterious Traveller (1974) Roy Ayers - Stoned Soul Picnic (1968) Chick Corea - Now He Sings, Now He Sobs (1968) - Trio Music (1981) - Trio Music Live in Europe (1984) - Rendezvous in New York (2003) Larry Coryell - Spaces (1970) (John McLaughlin, Billy Cobham & Chick Corea) - Dedicated to Bill Evans and Scott LaFaro (1987) Jack DeJohnette - The DeJohnette Complex (1969) Jan Garbarek - StAR (1991) | Stan Getz - The Song Is You (1969) Herbie Mann - Windows Opened (1968) - The Inspiration I Feel (1968) - Memphis Underground (1969) - Stone Flute (1969 [1970]) - Live at the Whisky a Go Go (1969) Terje Rypdal - Terje Rypdal / Miroslav Vitous / Jack DeJohnette (1978) - To Be Continued (1981) Sadao Watanabe - Round Trip (1974) Laszlo Gardony - The Secret (1988) Between the Times - Octagon (2007) Polajka, Nikolaj Nikitin ensemble - Tales from my Diary (2014) |